# KRC Genk
Koninklijke Racing Club Genk, prescurtat drept KRC Genk, este un club de fotbal belgian fondat în 1923 cu sediul în Genk în provincia Limburg. În prezent evoluează în Prima Ligă Belgiană.
Fondat în 1923 sub numele de FC Winterslag, clubul cu numărul de înregistrare 322, a fuzionat în 1988 cu Waterschei Thor pentru a forma actuala entitate. Principalele sale culori sunt albastru și alb.
A fost unul dintre cele mai de succes cluburi din Belgia de la sfârșitul anilor '90, astfel încât se califică în mod regulat pentru competițiile europene. Clubul joacă în prima divizie din sezonul 1996–97. Acesta este cel de-al 76-lea sezon al seriei naționale și al 37-lea al său printre elite. Bugetul clubului este de 24 de milioane de euro pe sezon.
Clubul este prezidat de Herbert Houben, cel mai tânăr președinte din prima divizie, din 21 octombrie 2009.
KRC Genk își întâmpină adversarii în vechiul stadion Waterschei, care a fost complet renovat și care poartă denumirea comercială de Luminus Arena din 2016. Poate găzdui până la 23.718 persoane.
Suporterii clubului Genk  au o frație apropiată cu suporterii de la Petrolul Ploiești mai exact cu Peluza Latină din România.

### Coeficientul UEFA
Coeficientul UEFA este utilizat la tragerea la sorți a competițiilor continentale organizate de Uniunea Asociațiilor Europene de Fotbal. Pe baza performanței cluburilor la nivel european timp de cinci sezoane, acest coeficient este calculat folosind un sistem de puncte și este stabilit un clasament. La sfârșitul sezonului 2018-2019, KRC Genk se află pe locul șaizeci.
| Rang | Club           | Coeficient |
| ---- | -------------- | ---------- |
| 40   | Celtic         | 31.000     |
| 41   | Viktoria Plzeň | 31.000     |
| 42   | KRC Genk       | 30.000     |
| 43   | Dinamo Zagreb  | 27.500     |
| 44   | Slavia Praga   | 27.500     |

## Palmares și statistici

### Titluri și trofee
| Competiții oficiale | Competiții internaționale |
| - Jupiler Pro League (4) : - Campioni : 1998-99, 2001-02, 2010-11, 2018-19. - Cupa Belgiei (4) : - Câștigători : 1998, 2000, 2009, 2013. - Supercupa Belgiei (2) : - Câștigători : 2011, 2019. - Proximus League (2) : - Campioni : 1947 și 1976. | - Liga Campionilor : - Faza Grupelor (3) - 2003, 2012, 2020 - Europa League : - Sferturi (1) - 2017 - Cupa Cupelor : - Optimi (1) - 1999 |

## Recorduri Europene
Din Decembrie 2008.
| Competițoo            | M | P  | V | E | Î | GD | GP |
| --------------------- | - | -- | - | - | - | -- | -- |
| Liga Campionilor UEFA | 3 | 12 | 3 | 5 | 4 | 12 | 20 |
| Cupa Cupelor UEFA     | 1 | 6  | 3 | 3 | 0 | 16 | 3  |
| Cupa UEFA             | 2 | 8  | 4 | 1 | 3 | 15 | 15 |
| Cupa UEFA Intertoto   | 2 | 10 | 6 | 1 | 3 | 22 | 13 |

M = meciuri, P = meciuri jucate, V = victorie, E = egal, Î = înfrângere, GD = goluri înscrise, GP = goluri primite.
| Sezon   | Competiție              | Rundă                  |                       | Club               | Acasă | Deplasare |
| ------- | ----------------------- | ---------------------- | --------------------- | ------------------ | ----- | --------- |
| 1997    | Cupa UEFA Intertoto     | Groupa a 5-a           | Insulele Feroe        | B36 Tórshavn       |       | 5-0       |
|         |                         |                        | Norvegia              | Stabæk IF          | 4-3   |           |
|         |                         |                        | Rusia                 | Dinamo Moscova     |       | 2-3       |
|         |                         |                        | Grecia                | Panachaiki         | 4-2   |           |
| 1998-99 | Câștigătorii Cupei UEFA | Calificări             | Albania               | Apolonia Fier      | 4-0   | 5-1       |
|         |                         | 1R                     | Germania              | MSV Duisburg       | 5-0   | 1-1       |
|         |                         | 2R                     | Spania                | Real Mallorca      | 1-1   | 0-0       |
| 1999-00 | Liga Campionilor        | 2QR                    | Slovenia              | NK Maribor         | 3-0   | 1-5       |
| 2000-01 | Cupa UEFA               | 1R                     | Elveția               | FC Zürich          | 2-0   | 2-1       |
|         |                         | 2R                     | Germania              | Werder Bremen      | 2-5   | 1-4       |
| 2002-03 | Liga Campionilor        | 3QR                    | Cehia                 | Sparta Praga       | 2-0   | 2-4       |
|         |                         | Grupa C - Preliminarii | Grecia                | AEK Athena         | 0-0   | 1-1       |
|         |                         |                        | Spania                | Real Madrid        | 1-1   | 0-6       |
|         |                         |                        | Italia                | AS Roma            | 0-1   | 0-0       |
| 2004    | Cupa UEFA Intertoto     | 2R                     | Bulgaria              | Marek Dupnitza     | 2-1   | 0-0       |
|         |                         | 3R                     | Germania              | Borussia Dortmund  | 0-1   | 2-1       |
|         |                         | Semifinals             | Portugalia            | União Leiria       | 0-0   | 0-2       |
| 2005-06 | Cupa UEFA               | 2QR                    | Letonia               | Liepajas Metalurgs | 3-0   | 3-2       |
|         |                         | 1R                     | Bulgaria              | PFC Litex Lovech   | 0-1   | 2-2       |
| 2007-08 | Liga Campionilor        | Turul 2 Preliminar     | Bosnia și Herțegovina | FK Sarajevo        | 1-2   | 1-0       |

## Jucători Notabili
- anii 1980:

- Luc Nilis (1984-86) (K.F.C. Winterslag)

- anii 1990:

- Carmel Busuttil
- Krzysztof Bukalski
- Branko Strupar
- Souleymane Oulare
- Thordur Gudjonsson
- Besnik Hasi
- Juha Reini
- Bart Goor
- Mike Origi
- Marc Hendrikx
- Philippe Clement
- Ferenc Horváth
- Jacky Peeters
- Davy Oyen

- anii 2000:  Didier Zokora,  Josip Skoko,  Akram Roumani,   Branko Strupar,  Igor Tomašić , Bernd Thijs,  Koen Daerden,  Kevin Vandenbergh,  Moumouni Dagano,  Mirsad Bešlija,  Sunday Oliseh,  Orlando Engelaar,  Wesley Sonck,  Aaron Mokoena,  Brian Priske,  Steven Defour,  Sébastien Pocognoli,  Thomas Chatelle,  Wouter Vrancken,  Faris Haroun,  Elyaniv Barda,  Logan Bailly,  Tom Soetaers,  Kevin De Bruyne,  Thibaut Courtois,  Kalidou Koulibaly.

## Antrenori
- anii 1990: Enver Alisic (?-1995), Aimé Anthuenis (1995-1999), Jos Heyligen (1999-2000), Johan Boskamp (2000)

- anii 2000: Pierre Denier, caretaker (2001), Sef Vergoossen (2001-2003), Pierre Denier and Ronny Van Geneugden, caretakers (2003-2004), René Vandereycken (2004-2005), Hugo Broos (2005- Feb 2008), Ronny Van Geneugden (2008-Mar 2009)

## Lotul actual
| Nr. |           | Poziție | Jucător            |
| --- | --------- | ------- | ------------------ |
| 1   | Australia | P       | Danny Vukovic      |
| 2   | Cehia     | F       | Jakub Brabec       |
| 3   | Serbia    | F       | Bojan Nastić       |
| 4   | Belgia    | F       | Dries Wouters      |
| 5   | Maroc     | F       | Amine Khammas      |
| 6   | Belgia    | F       | Sébastien Dewaest  |
| 7   | Grecia    | A       | Nikos Karelis      |
| 8   | Kosovo    | A       | Edon Zhegrova      |
| 9   | Danemarca | A       | Marcus Ingvartsen  |
| 10  | Tanzania  | A       | Mbwana Samatta     |
| 14  | Belgia    | A       | Leandro Trossard   |
| 15  | Gambia    | F       | Omar Colley        |
| 16  | Belgia    | A       | Dante Vanzeir      |
| 17  | Belgia    | A       | Holly Tshimanga    |
| 18  | Ucraina   | M       | Ruslan Malinovskyi |

| Nr. |                  | Poziție | Jucător                 |
| --- | ---------------- | ------- | ----------------------- |
| 19  | Belgia           | M       | Thomas Buffel (Captain) |
| 20  | Belgia           | M       | Paolo Sabak             |
| 21  | Finlanda         | F       | Jere Uronen             |
| 22  | Belgia           | A       | Siebe Schrijvers        |
| 23  | Belgia           | F       | Rubin Seigers           |
| 24  | Spania           | M       | Alejandro Pozuelo       |
| 25  | Norvegia         | M       | Sander Berge            |
| 27  | Angola           | F       | Clinton Mata            |
| 28  | Belgia           | M       | Bryan Heynen            |
| 29  | Belgia           | M       | Manuel Benson           |
| 30  | Belgia           | P       | Nordin Jackers          |
| 31  | Danemarca        | F       | Joakim Mæhle            |
| 33  | Coasta de Fildeș | M       | Pierre Zebli            |
| 40  | Belgia           | P       | Gaëtan Coucke           |
| 45  | Ghana            | F       | Joseph Aidoo            |

M Ianis Hagi